# Трепак Віктор Миколайович
Трепак Віктор Миколайович (нар. 25 серпня 1975, місто Сколе Сколівського району Львівської області) — український правоохоронець і науковець, перший заступник Голови Служби безпеки України – начальник Головного управління по боротьбі з корупцією та організованою злочинністю Центрального управління Служби безпеки України (2015—2016), заступник Генерального прокурора (2019—2020), доцент кафедри кримінального права і кримінології Львівського національного університету імені Івана Франка (2020—2021). Генерал-майор. Доктор юридичних наук (2021).

## Життєпис
Народився 25 серпня 1975 року в місті Сколе Сколівського району Львівської області. У 1997 закінчив Львівський державний університет імені Івана Франка, у 2001 році — курси підвищення кваліфікації при Національній академії Служби безпеки України, у 2002 році — Львівський інститут внутрішніх справ при Національній академії внутрішніх справ України.
В органах державної безпеки почав проходження військової служби з 2000 року.
2000—2009 — служба на оперативних і керівних посадах в Управлінні Служби безпеки України в Львівській області. Працював на посадах оперуповноваженого, старшого оперуповноваженого, начальника міжрайвідділу, заступника начальника відділу, начальника відділу головного відділу Управління Служби безпеки України в Львівській області, заступника начальника Управління Служби безпеки України в Одеській області.
06.2009—09.2011 — начальник управління Головного управління по боротьбі з корупцією та організованою злочинністю Центрального управління Служби безпеки України;
09.2011—01.2012 — начальник Управління внутрішньої безпеки Служби безпеки України;
01.2012—06.2014 — перебував у розпорядженні керівництва Служби безпеки України;
2012—2013 — викладав спецкурс з питань протидії корупції у Львівському національному університеті імені Івана Франка та в Національній школі суддів України;
07.2014—07.2015 — перший заступник начальника Головного управління по боротьбі з корупцією та організованою злочинністю Центрального управління Служби безпеки України;
з 19 липня 2015 до 14 квітня 2016 був першим заступником Голови Служби безпеки України – начальником  Головного управління по боротьбі з корупцією та організованою злочинністю Центрального управління Служби безпеки України. Звільнився зі служби в органах державної безпеки;
07.2016—31.08.2018 — професор кафедри Національної академії Служби безпеки України;
09.2018—10.2019 — доцент кафедри кримінального права і кримінології Львівського національного університету імені Івана Франка;
з 8 жовтня 2019 по 30 березня 2020 був заступником Генерального прокурора. Звільнився зі служби в органах прокуратури;
09.2020—08.2021 — доцент кафедри кримінального права і кримінології Львівського національного університету імені Івана Франка;
з 20.04.2021 — співзасновник «юридичної компанії «АД РЕМ ЛЕКС» (AD REM LEX).
Учасник бойових дій на Сході України.

### Затримання судді Зварича
2 грудня 2008 року проти голови Львівського апеляційного адміністративного суду Ігоря Зварича (відомий як «суддя-колядник») Генеральна прокуратура України порушила кримінальну справу за хабарництво в особливо великих розмірах. Під час обшуків за місцем роботи і проживання голови суду працівники СБУ і Генпрокуратури вилучили $1 млн., 2 млн грн. 15 грудня того ж року Генеральна прокуратура України оголосила Зварича в розшук, оскільки він зник з приватної клініки, в якій перебував на лікуванні. 18 грудня 2008 року Верховна Рада дала згоду на його затримання та арешт. 9 березня 2009 року у Львові у квартирі, де мешкав Зварич, співробітники СБУ затримали суддю. Безпосереднє керівництво операції по документуванню злочинних дій та затриманню судді-колядника здійснював підполковник СБУ Віктор Трепак.

### Затримання генерала Пукача
Підозрюваний в організації незаконного стеження за журналістом інтернет-видання Українська правда Георгія Гонгадзе, його викраденні та вбивстві колишній начальник головного управління кримінального пошуку МВС України Олексій Пукач, який з 2003 року переховувався від органів слідства і суду, був затриманий 21 липня 2009 року в селі Молочки Чуднівського району Житомирської області. Пукач був затриманий в результаті проведення спеціальної операції СБУ. Безпосередню участь в операції із затримання генерала-втікача брав підполковник СБУ Віктор Трепак.

### Справа «діамантових прокурорів»
12 листопада 2015 року Перший заступник голови СБУ — начальник Головного управління по боротьбі з корупцією та організованою злочинністю Центрального управління Віктор Трепак написав заяву на ім'я президента Петра Порошенка про звільнення з займаної посади. Причиною свого кроку Трепак назвав «неможливість виконання очолюваним ним спеціальним підрозділом визначених законом завдань щодо протидії корупції та організованій злочинності через перебування на посаді генерального прокурора України Шокіна В.М.» Протистояння між вказаними посадовими особами було викликано розслідуванням так званої справи «діамантових прокурорів». Віктор Трепак так охарактеризував цю справу:

| Справа «діамантових прокурорів» — це не просто резонансна справа стосовно прокурорів високого рівня. Багато в чому вона визначає подальший зміст боротьби з корупцією в нашій країні, бо вона ламає систему кругової поруки, закритості, недоторканності, яка створювалася й існувала десятиліттями. Треба розуміти, що прокурори, не маючи недоторканності де-юре, завжди були недоторканними де-факто. Кого з прокурорів можна «чіпати», а кого — ні, визначав генпрокурор, від якого вони повністю залежали і якому віддано служили. Такий стан речей давав можливість генпрокурору «панувати» не лише в системі прокуратури, а й в усій правоохоронній системі. І значною мірою — також у судовій системі. Цей та низка інших моментів роблять вітчизняне правосуддя дуже суб'єктивним, коли відповідальність тих-таки корупціонерів залежить не від наявності правових підстав, а від політичного чи особистого інтересу. Ми пішли на реалізацію матеріалів у цій справі, усвідомлюючи всі ризики і загрози. Адже справа стосувалася не просто прокурорів, а прокурорів найвищого рівня — першого заступника начальника головного слідчого управління ГПУ та заступника прокурора Київської області. Надалі став також відомий позаслужбовий зв'язок фігурантів у цій справі з генпрокурором[7]. |

### «Чорна каса» Партії регіонів
27 травня 2016 року екс-перший заступник голови СБУ Віктор Трепак передав до Національного антикорупційного бюро України документи, що підтверджують незаконні виплати Партією регіонів готівкових коштів багатьом колишнім і нинішнім високопоставленим чиновникам на загальну суму близько $2 млрд. Згодом вказані матеріали у ЗМІ були названі як «чорна каса» Партії регіонів.

| Це — великий масив документів, які підтверджують тотальну корумпованість влади. Значна частина цих матеріалів — «амбарна книга» корупційних виплат, які систематично здійснювалися за рахунок «общака», «чорної каси» Партії регіонів. Уперше в поле зору правоохоронних органів потрапляє масив матеріалів, які стосуються не одного чи кількох злочинів, а системної багаторічної корупційної діяльності організованої структури, яка діяла на базі відомої політичної партії і ставила за мету незаконне захоплення влади та її протиправне використання. А головне — досягла цієї мети! Йдеться про корупційну діяльність найнебезпечнішого виду — політичну корупцію з сотнями (наголошую — сотнями!) суб'єктів, у т.ч. десятками посадовців найвищого рівня. Причому у більшості випадків матеріали містять предметну інформацію про те, ким, коли і який злочин було вчинено. До того ж, що взагалі унікально, вони дають можливість цілісно бачити загальну картину злочинної діяльності — з її організаторами, виконавцями, посередниками, засобами здійснення, результатами. Матеріали розкривають процес загнивання влади, вказуючи, що як засіб приходу до влади (це стосується передусім найвищого рівня) використовувався підкуп, характерною рисою перебування при владі була — продажність, метою владарювання — протиправне збагачення. Вони доводять, що основою і метою сучасної вітчизняної політики є гроші. Ці документи взагалі ставлять під сумнів легітимність формування та функціонування вітчизняної влади у той період, який вони охоплюють. Формально все виглядало демократично і конституційно: проходили вибори, певні особи оголошувались обраними депутатами чи президентом, у парламенті утворювалися фракції й коаліції, відбувалися голосування, уряд приймав рішення, президент робив кадрові призначення… Це оформлялося відповідними постановами, законами, указами, розпорядженнями. А по суті багато що робилося на злочинній основі: за гроші і заради грошей. Крім усього іншого, ці документи докладно розкривають механізм приходу Януковича до влади. На їх підставі можна довести, що Янукович прийшов до влади незаконно і не був легітимним президентом України. По суті, у 2010 р. повторилася ситуація другого туру президентських виборів 2004 р., коли на підставі сфальсифікованих результатів виборів голова ЦВК Ківалов оголосив Януковича президентом. Просто якщо у 2004 р. ті, хто вів Януковича до влади, діяли грубо й нахабно, то у 2010 р. ставку було зроблено на більш витончені і приховані методи фальсифікації. Крім того, з документів простежується, що приходу Януковича до влади підіграв чинний на той час гарант[8]. |
Національне антикорупційне бюро України на підставі заяви екс-першого заступника голови Служби безпеки України Віктора Трепака почало розслідування.

### Справа про напад на Катерину Гандзюк
Невдовзі після призначення на посаду заступника генпрокурора Віктор Трепак став куратором розслідування справи херсонської активістки Катерини Гандзюк:
| Коли я прийшов в Офіс генерального прокурора, у листопаді ми отримали цю справу. Це було кілька кримінальних проваджень, які були пов'язані з нападом на Катерину. Відразу нам впадало в око те, що всі ці справи розслідувалися різними групами прокурорів і були розкидані – не було єдиної загальної стратегії розслідування цього злочину. Термін досудового розслідування в одній зупиненій справі був 17 днів. В іншій була угода – смішна угода, сумнівна – він також жодних показів не давав. Для мене це було незрозуміло. Даєш покази – ідеш на угоду. Не даєш – про що говоримо? Тобто, почитавши цю справу, вникнувши в неї, ми зрозуміли, що на першому етапі насправді вона рухалася дуже добре. Зразу були затримані виконавці цього злочину, були вручені підозри організаторам. І, у принципі, слідство рухалося нормально[9]. |
Наприкінці січня 2020 року у місті Бургас (Республіка Болгарія) було проведено операцію із затримання Олексія Левіна (Москаленко) - одного з головних підозрюваних в організації нападу на радника мера Херсона Катерину Гандзюк. Розробка спецоперації із затримання Левіна в Болгарії здійснювалася під керівництвом заступника генпрокурора Віктора Трепака. Безпосередньо затримання Левіна проводилось співробітниками правоохоронних органів Болгарії:
| Достеменно як сам факт перебування Левіна у Болгарії, так і точне його місцезнаходження в цій країні встановили ми. Мабуть, так розпорядилася доля, що на певному етапі це розслідування довелося очолити мені. Стали в пригоді досвід багатолітньої оперативної роботи, знання психології кримінального середовища, — довелося на певний час знову стати оперативним працівником, але вже з повноваженнями прокурора. Щоб мінімізувати будь-які ризики, ми навіть змінили тактику розслідування: всі слідчі дії (у тому числі негласні) в певний період здійснювали виключно прокурори. З нашою інформацією, а також із планом проведення спецоперації із затримання Левіна ми спільно з працівниками СБУ вже й приїхали до Болгарії, де наші болгарські колеги забезпечили процедурні моменти і ресурси місцевих правоохоронних органів. Моя перша зустріч із Левіним відбулася зразу після його затримання. Глянувши на мене, він чітко мене ідентифікував. Він сказав: "Ви — генерал Віктор Трепак. Я знав, що рано чи пізно ми зустрінемося". Отже, він відчував, що ми йдемо по сліду, знав, хто організовує його розшук. Безперечно, він робив усе, аби цієї зустрічі не було. Зі свого боку, ми, навпаки, робили все можливе для її прискорення»[11]. |
Суд в місті Бургас арештував Левіна на 40 діб. Його екстрадиція до України була здійснена у найстисліші строки.
Після екстрадиції в Україну Олексій Левін скаржився на цілодобове відеоспостереження у камері:
| Він каже: "Коли я ходжу в туалет, камера дивиться на мене. Ви порушуєте мої права". А я йому казав: "Коли ти дивишся на цю камеру, пам'ятай, як помирала Катерина Гандзюк". Так, це були мої слова, сказані у присутності керівника слідчого ізолятора. Я йому казав: "Пам'ятай". Не бачу в тому нічого поганого, – зазначив Трепак[13]. Насправді за кілька місяців у "справі Гандзюк" був зроблений прорив – ми змінили стратегію і тактику розслідування. Ми фактично пішли шляхом Катерини Гандзюк – "підняли" усі справи про злочини, які вона викривала як громадський активіст. Побачили, що, а точніше хто об'єднує ці злочини. І коли склали штучно розкидану юридичну конструкцію в одне ціле, то чітко вималювалася злочинна організація, яка діяла на території Херсонської області. 13 членам цієї організації було повідомлено про підозри, деяким підозрюваним було змінено запобіжний захід на тримання під вартою. Однією з ключових фігур в організації розслідування цих справ був начальник департаменту нагляду за спеціальними органами правопорядку Олег Денега. Він бачив картину в цілому, знав куди і які сили спрямовувати, керував спецоперацією у Херсоні, коли одночасно було проведено понад 30 обшуків та інші слідчі дії[14]. |

### Справа Сергія Стерненка
Невдовзі після призначення новим генпрокурором Ірини Венедиктової між нею та Віктором Трепаком стався серйозний конфлікт стосовно однієї зі справ щодо одеського активіста Сергія Стерненка:
| Венедіктова виявила величезну зацікавленість до цієї справи і при першій же розмові про неї сказала мені, що потрібно негайно повідомити Стерненку про підозру у вчиненні ним злочину... Моя позиція ґрунтується на тих матеріалах, які є у справі. Я доповів про неї Венедіктовій, сказавши, що, виходячи з матеріалів справи, підстав для такого процесуального рішення немає. Тобто така підозра буде безпідставно, а отже – незаконною. У справі нез'ясованими залишаються істотні обставини події нападу і захисту. Призначено комплексну експертизу у зв'язку з тим, що по двох попередніх експертизах дано суперечливі висновки. Ця експертиза не завершена, а тому без її результатів говорити про підозру – це юридичний нонсенс. Генпрокурор була вкрай незадоволена моєю позицією. Повернувшись від генпрокурора, я зібрав керівництво відповідного департаменту і прокурорів, які здійснюють процесуальне керівництво розслідуванням цієї справи. Ми ще раз ретельно проаналізували матеріали справи. Висновок був одностайний і однозначний – за матеріалами справи підстав для повідомлення Стерненку про підозру у вчиненні будь-якого злочину немає. Генпрокурору Венедіктовій був направлений рапорт, підписаний усіма причетними до цього розслідування прокурорами, у якому аргументовано доведено відсутність підстав для виконання її вказівки щодо повідомлення про підозру Стерненку – заявив Трепак[15]. |
Наприкінці березня 2020 року Ірина Венедіктова своїм наказом змінила функціональні обов'язки заступників генпрокурора та відсторонила Віктора Трепака від розслідування справ про напади на Катерину Гандзюк і Сергія Стерненка. Віктор Трепак заявив, що розцінює таке рішення генпрокурора як втручання в його процесуальну діяльність як прокурора і подав заяву про відставку. Практично одночасно ним заяву про відставку з посади начальника департаменту нагляду за спеціальними органами правопорядку подав Олег Денега.
У зв'язку з відстороненням Віктора Трепака від розслідування майданівських справ громадська організація «Родина Героїв Небесної Сотні» звернулася до Президента України з вимогою повернути йому кураторство роботою департаменту у справах Майдану і забезпечити можливість продовжити їх розслідування.
Генпрокурор Ірина Венедиктова 30 березня 2020 року підписала наказ про звільнення Віктора Трепака з посади заступника генерального прокурора та органів прокуратури.
Своє обурення звільненням Віктора Трепака висловив батько загиблої Катерини Гандзюк.

## Нагороди та відзнаки
Державні:
- Орден «За мужність» III ступеня (2008)[19];
- Відзнака Служби безпеки України — нагрудний знак «Почесна зірка Служби безпеки України» (2009);
- Відзнака Служби безпеки України — нагрудний знак «За боротьбу з корупцією та організованою злочинністю» (2009);
- Нагрудний знак Державної податкової адміністрації України «За заслуги» (2010);
- Відзнака Служби безпеки України — нагрудний знак «Хрест Доблесті» ІІ ступеня (2010);
- Відзнака Міністерства внутрішніх справ України — нагрудний знак «За відзнаку в службі» І ступеня (2011);
- Медаль Служби безпеки України «За відзнаку в службі» III ступеня (2011);
- Нагрудний знак «Почесна відзнака Управління Служби безпеки України у Львівській області» (2011).
- Нагородна вогнепальна зброя (2014).

Церковні:
- Медаль "За жертовність і любов до України" (2020) (Православна Церква України)[20]

## Публікації

### Основні наукові праці
- Трепак В. М. Розкриття та розслідування хабарництва, вчинюваного суддями, та подолання протидії засобами оперативно-розшукової діяльності [Архівовано 13 березня 2022 у Wayback Machine.]: Дисертація кандидата юридичних наук: 12.00.09 / Львівський національний університет імені Івана Франка. — Л., 2011.
- Трепак В. М. Теоретико-прикладні проблеми запобігання та протидії корупції в Україні [Архівовано 13 березня 2022 у Wayback Machine.]: Дисертація доктора юридичних наук: 12.00.08 / Інститут держави і права імені В. М. Корецького НАН України. — Л., 2021.

Монографії:
- Трепак В. М. Розслідування хабарництва, що вчиняється суддями [Архівовано 13 березня 2022 у Wayback Machine.]. — К. : Атіка-Н, 2012. — 200 c. — Бібліогр.: с. 181-199. — укр. ISBN 978-966-326-434-9
- Трепак В. М. Протидія корупції в Україні: теоретико-прикладні проблеми монографія [Архівовано 13 березня 2022 у Wayback Machine.]. —  Львів : Вид-во ЛНУ ім. Івана Франка, 2020. - 442 с. : табл. - Бібліогр.: с. 395-442. — укр. ISBN 978-617-10-0582-2

Підручники:
- Трепак В. М. Корупційні правопорушення: поняття, види та заходи протидії [Архівовано 13 березня 2022 у Wayback Machine.]. — К. : Атіка-Н, 2014. — 335 c. — Бібліогр. в кінці розд., с. 162-167. — укр. ISBN 978-966-326-474-5

### Публікації в ЗМІ
- Перший заступник голови СБУ Віктор ТРЕПАК: «Конфлікт між СБУ та ГПУ існує» [Архівовано 10 жовтня 2016 у Wayback Machine.] // «Дзеркало тижня», 20.11.2015 21:40
- Віктор Трепак: «Я передав до НАБУ докази тотальної корумпованості влади» [Архівовано 31 травня 2016 у Wayback Machine.] // «Дзеркало тижня», 27.05.2016 00:03
- Trepak: Top officials obstruct nation’s anti-corruption drive [Архівовано 4 жовтня 2016 у Wayback Machine.] // «Kyiv Post», 11.08.2016 21:31
- «Таємні тюрми СБУ»: міф чи реалії війни? [Архівовано 6 жовтня 2016 у Wayback Machine.] // «Дзеркало тижня», 17.09.2016 00:03
- Не виключаю, що з’являться нові документи «чорної бухгалтерії», — Трепак [Архівовано 20 вересня 2016 у Wayback Machine.] // «Громадське радіо», 19.09.2016 20:58
- Генерал СБУ: Після зустрічі з Порошенком зрозумів, що волі для боротьби з корупцією в Україні немає [Архівовано 2 жовтня 2016 у Wayback Machine.] // «Апостроф», 29.09.2016 08:05
- Правоохоронна реформа на фінішному старті [Архівовано 24 жовтня 2016 у Wayback Machine.] // «Дзеркало тижня», 22.10.2016 00:03
- Е-приховування та е-полювання [Архівовано 9 травня 2017 у Wayback Machine.] // «Дзеркало тижня», 04.11.2016 22:04
- Незаконне збагачення: кого і за що каратимуть [Архівовано 28 листопада 2016 у Wayback Machine.] // «Дзеркало тижня», 25.11.2016 23:03
- Віктор Трепак: Україну впевнено ведуть під путінську Росію [Архівовано 2 лютого 2017 у Wayback Machine.] // «Апостроф», 01.02.2017 08:05
- Нелегітимне ДБР: за крок до запуску [Архівовано 25 лютого 2017 у Wayback Machine.] // «Дзеркало тижня», 24.02.2017 23:02
- Чому не тоне Пасенюк? Історія судді, незамінного для чотирьох президентів // «Дзеркало тижня», 12.05.2017 18:35
- Віктор Трепак: «СБУ - один із інструментів вищого політичного керівництва країни» [Архівовано 25 травня 2017 у Wayback Machine.] // «LB.ua», 24.05.2017 23:48
- Небезпечний симбіоз [Архівовано 30 грудня 2018 у Wayback Machine.] // «Дзеркало тижня», 16.06.2017 18:37
- Конституційний суд: повернення статус-кво [Архівовано 31 березня 2019 у Wayback Machine.] // «Дзеркало тижня», 24.07.2017 15:08
- Податки з присмаком політики [Архівовано 31 березня 2019 у Wayback Machine.] // «Дзеркало тижня», 08.09.2017 20:37
- Про термітів і термінаторів [Архівовано 31 березня 2019 у Wayback Machine.] // «Дзеркало тижня», 29.09.2017 17:02
- Віктор Трепак. Нагорода як наруга // «Дзеркало тижня». — № 40 (336) 28 жовтня 2017. — С. 2. Архівовано з джерела 31 березня 2019. Процитовано 29 жовтня 2017.
- Як тупилася сталь [Архівовано 2 вересня 2019 у Wayback Machine.] // «Дзеркало тижня», 17.11.2017 18:37
- ЦВК: зміна складу з дальнім прицілом [Архівовано 2 вересня 2019 у Wayback Machine.] // «Дзеркало тижня», 4.02.2018 21:55
- Холодницький & Ситник: фатальні помилки керівників антикорупційних органів [Архівовано 16 жовтня 2019 у Wayback Machine.] // «Дзеркало тижня», 25.03.2018 17:23
- Україна — заручник олігархів [Архівовано 4 жовтня 2019 у Wayback Machine.] // «Дзеркало тижня», 18.11.2018 09:58
- СБУ-2019: 5 життєво важливих змін [Архівовано 5 листопада 2019 у Wayback Machine.] // «Дзеркало тижня», 28.12.2018 15:00
- Віктор Трепак – Ірині Венедіктовій: Ви вкотре лукавите [Архівовано 17 квітня 2020 у Wayback Machine.] // «Українська правда», 7.04.2020 08:39